# میرسکی وی‌ال
میرسکی وی‌ال (به انگلیسی: VL_Myrsky) یک هواگرد از نوع شناسایی/جنگنده ساخت شرکت Valtion lentokonetehdas است. هواگرد میرسکی وی‌ال نخستین پروازش را در ۱۹۴۱ میلادی انجام داد. این هواگرد در سال ۱۹۴۳ میلادی رسماً معرفی گردید. در مجموع، تعداد ۵۱ فروند از این هواگرد ساخته شده‌است.
طراح این هواگرد، Edward Wegelius, Martti Vainio and Torsti Verkkola بود.